# Kumbi Saleh
Kumbi Saleh era la capital del Imperio de Ghana, situada en lo que ahora es Mauritania suroriental.
Kumbi Saleh se fundó en el siglo III, cuando sus vecinos manden y los cenhegíes bereberes controlaban las rutas comerciales entre Kumbi Saleh, Audaghost, y Tombuctú. En el siglo VII, el imperio de Ghana dominó la región, con Kumbi Saleh como su capital.
En el siglo XI, tenía una población de cerca de treinta mil habitantes, siendo una de las ciudades mayores del continente. Tenía dos zonas diferenciadas: Al norte vivían los comerciantes musulmanes que construyeron doce mezquitas, mientras que en la meridional conocida como al-Ghala estaba el palacio real rodeado por jardines y los edificios administrativos. La población se extendía entre ambos centros. En 1076 los cenhegíes invadieron la ciudad bajo el mando del almorávide Abu Bakr Ibn Umar, forzaron a la conversión al islam de sus habitantes y destruyeron la mayoría de los archivos. Como resultado, las noticias existentes sobre la ciudad son principalmente las de los visitantes árabes o bereberes.

## La Mezquita

### Introducción
Las mezquitas del Sáhara Occidental, conocidas como "mauritanas", son distintas de las de los valles del Níger, ocupando una zona entre Mauritania y el noroeste de Malí. Estas mezquitas, que datan de los siglos IX y XI, son los últimos vestigios de una arquitectura en piedra que influyó en las mezquitas de los valles del Níger. Difundido hacia el sur por los comerciantes ibadíes y más tarde por los almorávides, este estilo arquitectónico floreció a medida que los almorávides expandían su imperio, estableciendo centros comerciales y de cultura islámica.
Construidas principalmente con sillares de piedra unidos con un mortero de arcilla, las mezquitas mauritanas reflejan la influencia de los bereberes del Sáhara. La fusión de las técnicas bereberes con las tradiciones africanas dio lugar a una importante evolución arquitectónica entre los siglos XI y XIII. A pesar de las diferencias en los materiales de construcción -piedra en lugar de adobe-, estas mezquitas comparten sorprendentes similitudes en sus plantas rectangulares y su mihrab semicircular.
A principios del siglo XIII, el rey sosso Soumaoro Kanté de la región de Takrur utilizó la ciudad como base de operaciones para su ejército. La ciudad fue abandonada hasta su descubrimiento en 1913 en que se abrió un sitio arqueológico.

### La Mezquita
Se cree que fue construida entre los siglos IX y XIV, la mezquita de Kumbi Saleh es una de las primeras estructuras reconocidas entre sus homólogas, como la Awdaghust, que se encuentran en las regiones de Adrar y Hodh. A pesar de la limitada documentación histórica, estas mezquitas son de gran importancia para comprender el patrimonio arquitectónico de la región. En particular, en el siglo XI, Al-Bakri identificó Kumbi Saleh como la capital del reino de Wagadu, también conocido como reino de Ghana.
Situada en lo que probablemente fue un entorno estepario saheliano, la mezquita de Kumbi Saleh ha sufrido numerosas transformaciones y ampliaciones a lo largo de su historia. Las mediciones originales sugieren que el edificio medía aproximadamente 46 metros en el eje este-oeste y 23 metros en el eje norte-sur, lo que la convierte en una de las estructuras más grandes de su época.
Las primeras observaciones de Raymond Mauny y Paul Thomassey en 1950 condujo a amplias excavaciones entre 1979 y 1982 por Serge Robert, que proporcionaron importantes datos sobre su desarrollo arquitectónico. La mezquita, construida principalmente con piedra seca y decorada con un enlucido de barro rojo, presentaba losas decorativas de pizarra con intrincados diseños pintados, que incluían motivos epigráficos, geométricos y florales.
A lo largo de su existencia, la mezquita de Kumbi Saleh ha sufrido varias fases de ampliación y renovación. Las ampliaciones posteriores elevaron la altura de la sala de oración a unos 3 metros, sostenida por columnas con tambores de piedra en la parte superior. Las excavaciones arquitectónicas revelaron una serie de mihrab, lo que demuestra la continua adaptación de la mezquita a las necesidades cambiantes de su comunidad.
La vitalidad urbana de Kumbi Saleh queda ejemplificada por las sucesivas adiciones y alteraciones de la mezquita, que demuestran la importancia histórica de la zona como centro cultural y religioso. Del mismo modo, la mezquita de Awdaghust comparte muchas características arquitectónicas con la mezquita de Kumbi Saleh, con la construcción en piedra y los elementos decorativos, aunque con variaciones únicas que reflejan su propio contexto histórico y su desarrollo.